# Reszkowo
Reszkowo (deutsch Achthuben) ist ein Ort in der polnischen Woiwodschaft Ermland-Masuren und gehört zur Landgemeinde Górowo Iławeckie (Landsberg) im Powiat Bartoszycki (Kreis Bartenstein) – bis 1945 im Kreis Preußisch Eylau in Ostpreußen.

## Geographische Lage
Reszkowo liegt am Jezioro Reszkowo (Achthubener See) im Nordwesten der Woiwodschaft Ermland-Masuren, 24 Kilometer südwestlich der früheren und heute auf russischem Staatsgebiet gelegenen Kreisstadt Preußisch Eylau (russisch Bagrationowsk) bzw. 32 Kilometer westlich der heutigen Kreismetropole Bartoszyce (deutsch Bartenstein).

## Geschichte
Im Jahre 1374 wurde das seinerzeitige Wosekaym erstmals urkundlich erwähnt. Der kleine Gutsort wurde bereits vor 1475 Achthuben genannt und kam 1874 zum neu errichteten Amtsbezirk Groß Steegen (polnisch Stega Wielka) im ostpreußischen Kreis Preußisch Eylau, Regierungsbezirk Königsberg. Mit 35 Einwohnern war Achthuben um 1908 zugehörig zur Gemeinde Finken (polnisch Zięby). Im Jahre 1930 wechselte Achthuben in den Amtsbezirk Alt Steegen.
1945 kam Achthuben in Kriegsfolge zusammen mit dem gesamten südlichen Ostpreußen zu Polen und erhielt die polnische Namensform „Reszkowo“. Das kleine Dorf ist heute eine Ortschaft der Gmina Górowo Iławeckie (Landgemeinde Landsberg) im Powiat Bartoszycki (Kreis Bartenstein), von 1975 bis 1998 der Woiwodschaft Olsztyn, seither der Woiwodschaft Ermland-Masuren zugehörig.

## Religion
Vor 1945 war Achthuben in das Kirchspiel der evangelischen Kirche Guttenfeld (polnisch Dobrzynka) im Superintendenturbezirk Landsberg im Kirchenkreis Preußisch Eylau in der Kirchenprovinz Ostpreußen der Kirche der Altpreußischen Union eingegliedert.
Reszkowo gehört seitens der römisch-katholischen Kirche jetzt zur Pfarrei in Kandyty (Canditten) im Erzbistum Ermland.

## Verkehr
Nach Reszkowo gelangt man über einen Abzweig in nördlicher Richtung zwischen Jeziorko (Seefeld) und Zięby (Finken) von der Woiwodschaftsstraße 512 Pieniężno (Mehlsack) – Szczurkowo (Schönbruch). Eine Bahnanbindung besteht nicht.